# Ratatat
Ratatat ist eine Indietronic-Band aus New York. Sie besteht aus dem Gitarristen Mike Stroud und dem Produzenten Evan Mast.

## Geschichte
Mast und Stroud fanden 2001 zueinander und spielten ihr erstes Konzert unter dem jetzigen Bandnamen im September 2003, nachdem sie den ursprünglichen Namen Cherry aus rechtlichen Gründen hatten ablegen müssen. Ihre erste Single Seventeen Years erschien 2003 zunächst beim Label Rex Records als 12"-Schallplatte. Im selben Jahr gründete Evan Mast mit seinem Bruder Eric – unter den Künstlernamen E*vax und E*rocks – das Label Audio Dregs, das die Single im November 2003 in einer zweiten, auf 1100 Exemplare limitierten Auflage veröffentlichte. Das erste Ratatat betitelte Studioalbum erschien im April 2004 beim Independent-Label XL Recordings, von dem im Oktober 2004 die Single Germany to Germany ausgekoppelt wurde. Im August 2004 veröffentlichte Evan Mast als E*vax sein erstes Studioalbum. Seine Produzentenqualitäten waren auch maßgeblich für das zweite unter dem Namen Ratatat erschienene Album, die Ratatat Mixtapes, ein Remix-Album, auf dem das Duo R&B- und Hip-Hop-Tracks von Künstlern wie Missy Elliott und Kanye West mit elektronischen sowie Gitarrenklängen anreicherte.
Seit 2004 touren Ratatat durch die USA und Europa und haben dabei im Vorprogramm von Bands wie Franz Ferdinand, Tortoise und Interpol gespielt. Im Mai 2013 stiegen sie mit Loud Pipes in die österreichischen Single-Charts ein, nachdem der Mobilfunkbetreiber A1 Telekom Austria das Lied für einen Werbespot verwendet hatte.

## Diskografie

### Alben
- 2004: Ratatat (XL Recordings)
- 2004: Ratatat Mixtape Vol. 1
- 2006: Classics (XL Recordings)
- 2007: Ratatat Mixtape Vol. 2
- 2008: LP3 (XL Recordings)
- 2010: LP4 (XL Recordings)
- 2015: Magnifique (Because)

### Singles
- 2003: Seventeen Years (Rex Records, später Audio Dregs)
- 2004: Germany to Germany (XL Recordings)
- 2006: Wildcat (XL Recordings)
- 2008: Shiller (XL Recordings)
- 2008: Shempi (XL Recordings)
- 2008: Mirando (XL Recordings)
- 2013: Loud Pipes (US: Gold)
- 2015: Cream on Chrome
- 2015: Abrasive